# Siddheswor (Baitadi)
Siddheswor (nepalski: सिद्धेश्वर) – gaun wikas samiti w zachodniej części Nepalu w strefie Mahakali w dystrykcie Baitadi. Według nepalskiego spisu powszechnego z 2011 roku liczył on 897 gospodarstw domowych i 4947 mieszkańców (2544 kobiety i 2403 mężczyzn).